# Dorothée : Le Show
Ne doit pas être confondu avec Dorothée Show.
Dorothée : Le Show est une émission spéciale (un one shot), diffusée en première partie de soirée sur la chaîne Antenne 2.

## Historique
La chaîne confie à l'animatrice de Récré A2 la présentation du réveillon de Noël 1983 avec une émission exceptionnelle en première partie de soirée.
Il s'agit d'une émission de variétés composée de chansons et de différents sketchs retraçant une histoire. Dorothée y interprète ses propres chansons issues de son dernier album du moment : Pour faire une chanson. De nombreuses reprises en duo avec ses invités sont également proposées.

Cette émission a été primée lors d'un Festival de télévision au Luxembourg[réf. nécessaire].

Durant ce show, Dorothée réussit à faire chanter Michel Drucker et Bernard Pivot. On retrouve aussi Philippe Bouvard qui écrit le sketch L'engagement de Dorothée.

## Synopsis
Le show retrace de manière romancée la vie de Dorothée à travers des éléments biographiques réels (son apprentissage du piano et du chant avec son papa, son casting pour devenir speakerine, sa passion pour le rock'n'roll ou encore un de ses premiers métiers comme secrétaire...). Autre clin d'œil, le sketch d'introduction : Dorothée semble écartelée entre ses multiples fonctions professionnelles : l'animatrice, la speakerine et la chanteuse.

## Production
- Année de production : 1983 (1 numéro)
- Date de diffusion : Samedi 24 décembre 1983
- Producteurs : Antenne 2 et S.F.P (Société française de production)
- Proposé et présenté par : Dorothée
- Réalisation : Robert Réa
- Scénario et dialogues : Jean-François Porry (alias Jean-Luc Azoulay)
- Musique : Gérard Salesses
- Chorégraphie : Chris Giorgadis
- Durée : 60 minutes

## Invités, par ordre d'apparition
- Carlos
- Michel Drucker
- Jacky
- Bernard Pivot
- Les Forbans
- Philippe Bouvard
- Pascal Légitimus
- Smaïn
- Mimie Mathy
- Jean-Pierre Foucault
- Patrick Simpson-Jones
- Jane Birkin
- Karen Cheryl

## Liste des chansons
- Hou ! la menteuse (version spéciale en duo avec Carlos)
- Fanfan la fanfare (Carlos)
- Au piano avec papa (duo avec Michel Drucker)
- Le lycée Papillon (avec Bernard Pivot)
- Medley Rock 60' (avec Les Forbans)
- Noël blanc (Dorothée - version inédite)
- Laurel et Hardy : Le grand et le petit (duo avec Carlos)
- Les Schtroumpfs (Dorothée)
- Le groupe (Dorothée)
- L'engagement de Dorothée (sketch avec Philippe Bouvard, Mimie Mathy, Smaïn et Pascal Légitimus)
- L'explosion du groupe (sketch avec Jean-Pierre Foucault, Patrick Simpson-Jones, Jacky et Carlos)
- Baby Lou (Jane Birkin)
- Les secrétaires (trio avec Karen Chéryl et Jane Birkin)
- Papayou (Carlos)
- Chante! (Les Forbans)
- Le magicien d'Oz (avec Carlos, Jacky et Les Forbans)
- Pense à moi quand même (Karen Chéryl)
- Pour faire une chanson (Dorothée)